# Elzbieta Adomaitytė
Elzbieta Adomaitytė (6 de enero de 2002) es una deportista lituana que compite en pentatlón moderno.
Ganó una medalla de bronce en el Campeonato Mundial de Pentatlón Moderno de 2024 y dos medallas en el Campeonato Europeo de Pentatlón Moderno, en los años 2022 y 2024.

## Medallero internacional
| Campeonato Mundial | Campeonato Mundial       | Campeonato Mundial | Campeonato Mundial |
| Año                | Lugar                    | Medalla            | Competición        |
| ------------------ | ------------------------ | ------------------ | ------------------ |
| 2024               | Zhengzhou (China)        | Medalla de bronce  | Relevo mixto       |
| Campeonato Europeo |                          |                    |                    |
| Año                | Lugar                    | Medalla            | Competición        |
| 2022               | Székesfehérvár (Hungría) | Medalla de oro     | Relevo             |
| 2024               | Budapest (Hungría)       | Medalla de bronce  | Relevo mixto       |